# Cardinalité (mathématiques)
Pour les articles homonymes, voir Cardinalité.
En mathématiques, la cardinalité est une notion de taille pour les ensembles. Lorsqu'un ensemble est fini, c'est-à-dire si ses éléments peuvent être listés par une suite finie, son cardinal est la longueur de cette suite, autrement dit il s'agit du nombre d'éléments de l'ensemble. En particulier, le cardinal de l'ensemble vide est zéro.
La généralisation de cette notion aux ensembles infinis est fondée sur la relation d'équipotence : deux ensembles sont dits équipotents s'il existe une bijection de l'un dans l'autre. Par exemple, un ensemble infini est dit dénombrable s'il est en bijection avec l'ensemble des entiers naturels. C'est le cas de l'ensemble des entiers relatifs ou de celui des rationnels mais pas de celui des réels, d'après l'argument de la diagonale de Cantor. L'ensemble des réels a un cardinal strictement plus grand, ce qui signifie qu'il existe une injection dans un sens mais pas dans l'autre. Le théorème de Cantor généralise ce résultat en montrant que tout ensemble est de cardinal strictement inférieur à l'ensemble de ses parties.
L'étude de la cardinalité en toute généralité peut être approfondie avec la définition des nombres cardinaux.
Il existe de nombreuses notations classiques pour désigner le cardinal d'un ensemble, les plus communes étant l'opérateur Card et les barres verticales {\displaystyle ||} placées de chaque côté du nom de l'ensemble. Toutefois, certains textes utilisent aussi le croisillon {\displaystyle \#} préfixe, la fonction {\displaystyle n}, ou encore une ou deux barres horizontales au-dessus.

## Aspects historiques

### Galilée: le sous ensemble d'un ensemble peut avoir la même cardinalité que lui; ceci définit les ensembles infinis
Galilée avait déjà remarqué qu'il y a autant d'entiers que d'entier pairs au sens où, dit en termes contemporains, il existe une fonction bijective entre ces deux ensembles, soit, pour exemple parmi une infinité, la fonction {\displaystyle f:x\mapsto 2x}. 
Ainsi il est possible que deux ensembles, dont l'un est strictement inclus dans l'autre aient la même taille en termes de bijectabilité.
Cette propriété étonnante découverte par Galilée se généralise au point qu'elle devient une définition :
- Un ensemble est infini si et seulement si il a la même cardinalité qu'un de ses sous-ensembles propres.

### Cantor: tous les ensembles infinis ne sont pas bijectables entre eux; il existe une infinité de cardinalités infinies
La grande découverte de Cantor est que tous les ensembles infinis n'ont pas la même taille, la même cardinalité au sens de la bijectabilité : l'ensemble des entiers {\displaystyle \mathbb {N} } et l'ensemble des réels {\displaystyle \mathbb {R} } ne sont pas bijectables.
Ainsi prend fin une querelle philosophique millénaire concernant la différence ou non entre l'infini potentiel et l'infini en acte ; la réponse étant que tous les infinis illimités (potentiels) ne donnent pas la même cardinalité (infini en acte).
Bien plus Cantor démontre qu'aucun ensemble n'est de même cardinal que l'ensemble de ses parties, ce qui entraîne qu'il y a une infinité de cardinalités infinies.

### Hypothèse du continu
Cantor ayant découvert que {\displaystyle \mathbb {N} } et {\displaystyle \mathbb {R} } ne sont pas bijectables, via que {\displaystyle \mathbb {R} } a une cardinalité supérieure à celle de {\displaystyle \mathbb {N} }, se pose la question de savoir s'il existe un ensemble (par exemple un sous ensemble de {\displaystyle \mathbb {R} }) dont la taille est intermédiaire (en termes de bijectabilité) entre {\displaystyle \mathbb {N} } et {\displaystyle \mathbb {R} }.
La réponse à cette question disant qu'un tel ensemble intermédiaire n'existe pas est nommée hypothèse du continu, celle ci se généralise : l'hypothèse généralisée du continu dit que les cardinalités infinies correspondent exactement avec celles que l'on obtient à partir de {\displaystyle \mathbb {N} } en utilisant l' axiome de l'ensemble des parties.
L'indécidabilité de l'hypothèse du continu dans la théorie des ensembles usuelle a été démontrée par Gödel et Cohen.

## Cardinal d'unensemble fini

### Définition
Un ensemble {\displaystyle E} est dit fini s'il est vide ou s'il existe un entier naturel {\displaystyle n} non nul et une suite finie {\displaystyle (x_{1},\ldots ,x_{n})} d'éléments de {\displaystyle E} dans laquelle chaque élément de {\displaystyle E} apparait exactement une fois. Autrement dit, un ensemble non vide est fini s'il est en bijection avec un intervalle d'entiers {\displaystyle \{1,\ldots ,n\}}.
Dans ce cas, le cardinal de {\displaystyle E} est {\displaystyle n}.
La propriété fondamentale pour bien définir le cardinal d'un ensemble fini est l'unicité de l'entier {\displaystyle n} correspondant. En effet, si un ensemble est en bijection avec deux intervalles d'entiers {\displaystyle \{1,\ldots ,n\}} et {\displaystyle \{1,\ldots ,p\}}, alors {\displaystyle n=p}.

### Propriétés
Soit {\displaystyle E} et {\displaystyle F} deux ensembles finis de cardinaux respectifs {\displaystyle k} et {\displaystyle n}.
- Si {\displaystyle E} et {\displaystyle F} peuvent être mis en bijection, alors {\displaystyle k=n}.

#### Parties d'un ensemble
- Tout sous-ensemble de {\displaystyle E} est fini et de cardinal inférieur à {\displaystyle k}.
- Tout sous-ensemble strict de {\displaystyle E} est de cardinal strictement inférieur[3] à {\displaystyle k}.
- Si {\displaystyle A} est un sous-ensemble de {\displaystyle E} alors le cardinal de son complémentaire est donné par la formule :
{\displaystyle \mathrm {Card} (E\setminus A)=\mathrm {Card} (E)-\mathrm {Card} (A).}
- L'union et l'intersection de deux parties {\displaystyle A} et {\displaystyle B} de {\displaystyle E} sont reliées par la formule :
{\displaystyle \mathrm {Card} (A\cup B)=\mathrm {Card} (A)+\mathrm {Card} (B)-\mathrm {Card} (A\cap B).}

#### Opérations sur les ensembles
- L'union disjointe de {\displaystyle E} et {\displaystyle F} est finie de cardinal la somme {\displaystyle k+n}.
- Le produit cartésien de {\displaystyle E} et {\displaystyle F} est fini de cardinal le produit {\displaystyle k\times n}.
- L'ensemble des applications de {\displaystyle E} dans {\displaystyle F} est fini et de cardinal la puissance {\displaystyle n^{k}} (avec la convention {\displaystyle 0^{0}=1} si les deux ensembles sont vides).
- L'ensemble des parties de {\displaystyle E} est fini de cardinal {\displaystyle 2^{k}}.
- L'ensemble des injections de {\displaystyle E} dans {\displaystyle F} est vide si {\displaystyle k>n} et de cardinal donné par le quotient de factorielles {\displaystyle n!/(n-k)!} sinon.
- En particulier, l'ensemble des permutations de {\displaystyle E} est de cardinal {\displaystyle k!}.
- Le cardinal de l'ensemble des surjections de {\displaystyle E} dans {\displaystyle F} est donné par la somme suivante (qui est nulle si {\displaystyle k<n} ) :
{\displaystyle \sum _{i=0}^{n}(-1)^{i}{\frac {n!}{i!(n-i)!}}(n-i)^{k}.}

D'autres constructions usuelles à partir d'ensembles finis ont des cardinaux décrits par des formules explicites.

## Casdénombrable
L'ensemble N des entiers naturels n'est pas fini, car l'application qui à chaque entier associe l'entier suivant est une bijection de N dans l'ensemble N* des entiers naturels non nuls, qui est un sous-ensemble strict. 

## Au-delà du dénombrable
Le résultat qui fonde la théorie des nombres cardinaux est le théorème de Cantor qui montre qu'un ensemble n'est jamais équipotent à l'ensemble de ses parties. Il en résulte qu'il existe une infinité de cardinalités différentes.